# Cabin Crew
Cabin Crew est un groupe de musique australien des années 2000 formé du duo Ben Garden et Rob Kittler.
Ils ont gagné en popularité dans les années 2000 avec leur single Star2Fall, qui est une reprise de la chanson Waiting For A Star To Fall de Boy Meets Girl. Leur version a été particulièrement bien accueillie dans les clubs et dans les classements internationaux (elle a atteint le top 5 des classements principaux en Finlande et au Royaume-Uni).
Leur style musical est principalement axé sur la house et la dance music, ce qui les a rendus populaires dans les discothèques. Bien qu’ils n’aient pas sorti beaucoup de titres, Star2Fall reste leur morceau le plus emblématique.

## Discographie

### Singles
- 2005 : Star 2 Fall[1] ;
- 2022 : Star2fall (Freejak Remix)[2] en collaboration avec Freejak.

## Album
- 2008 : Can't Stop It[3] ;